# Singa eugeni
Singa eugeni är en spindelart som beskrevs av Levi 1972. Singa eugeni ingår i släktet Singa och familjen hjulspindlar. Inga underarter finns listade i Catalogue of Life.